# Hassan Rachik
 (mai 2024).
Hassan Rachik, né en 1954, est un anthropologue marocain, professeur à l'université Hassan II de Casablanca.

## Biographie
Professeur visiteur dans des universités américaines, françaises et arabes  (Princeton, Brown, École des hautes études en sciences sociales à Paris, université Saint-Joseph de Beyrouth, Institute For the Study of Islamic Civilisations à Londres...)  Il a consacré ses premières recherches de terrain à l’interprétation des rituels sacrificiels (1990, 1992) et aux changements sociaux en milieu rural (2000). Il s’est intéressé ensuite aux usages des idéologies (2003, 2006), aux processus d’idéologisation de la religion, et à la sociologie de la connaissance anthropologique (2012). Il conduit actuellement une réflexion sur la connaissance commune et ses articulations aux idéologies politiques et religieuses.
Rachik a fortement contribué au développement d’approches intensives mettant  en rapport le point de vue des acteurs (paysans, nomades, nationalistes...)  avec les situations et les processus sociaux dans lesquels ils sont engagés. Ceci se manifeste également dans les diverses expertises ou consultations qu’il a effectuées, notamment en milieu rural, pour le compte d’organismes nationaux et internationaux.